# Clemensbrunnen
La Clemensbrunnen è una fontana artistica di Coblenza posta nella Clemensplatz, davanti al Teatro municipale di Coblenza. Deve il proprio nome al suo costruttore, l'ultimo principe elettore di Treviri, Clemente Venceslao di Sassonia.

## Storia

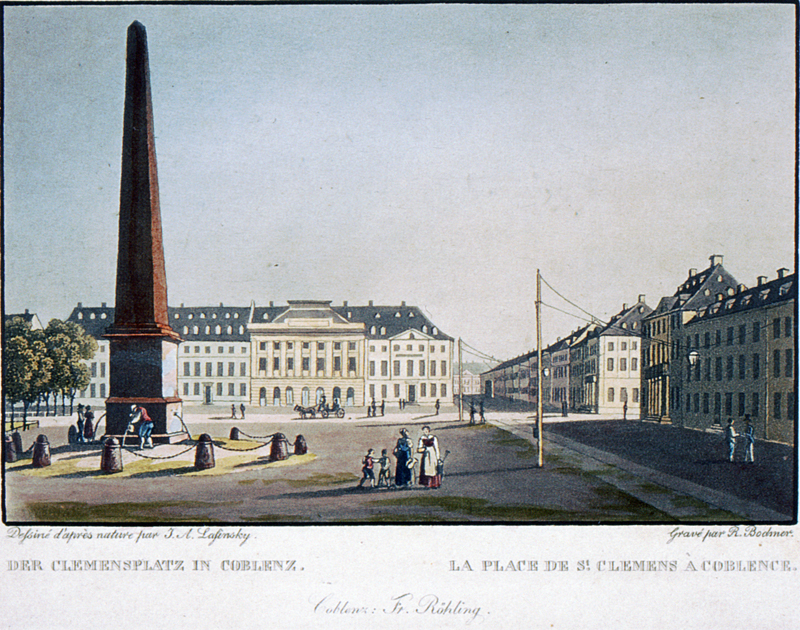
La Clemensbrunnen in un'immagine della Clemensplatz del 1830

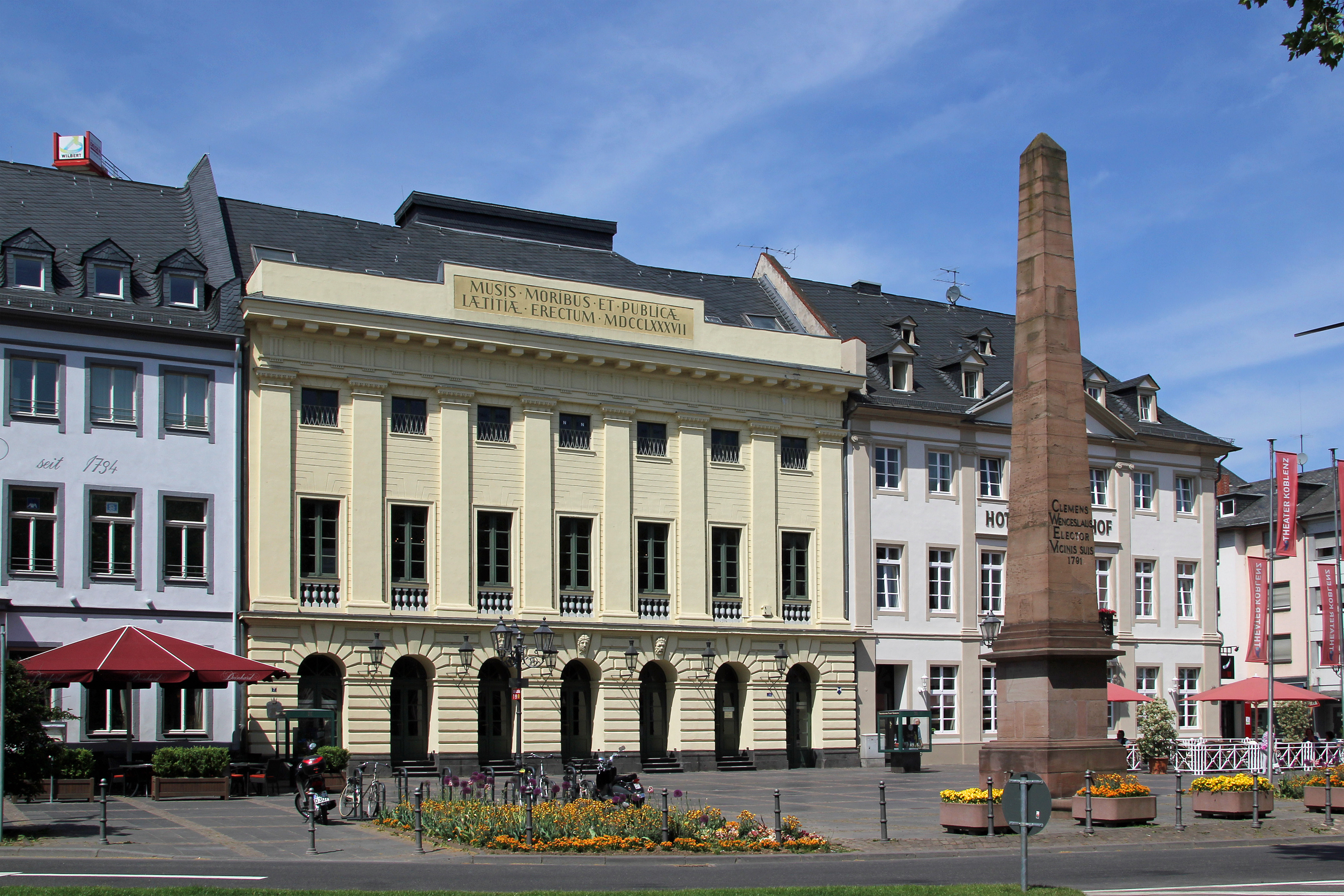
La Clemensbrunnen davanti al Teatro municipale dove è stata spostata nel 1970.

Nel 1786 venne completato il primo acquedotto della città di Coblenza che conduceva l'acqua dalla Mosella direttamente sino al Palazzo del Principe Elettore. Successivamente, il costruttore del castello e dell'approvvigionamento idrico, l'elettore di Treviri Clemente Venceslao di Sassonia, decise di servire anche la città con tale sistema di acqua corrente e per questo decise nel 1791 di erigere la prima fontana pubblica della città. La fontana, che prese appunto da lui il nome, venne inaugurata il giorno dell'onomastico dell'elettore, il 23 novembre 1791, assieme al Teatro municipale sulla medesima piazza. Essa è ancora oggi la più antica delle tre fontane pubbliche alimentate dall'antico acquedotto di Coblenza.
Nel 1970 la Clemensbrunnen venne spostata nell'attuale posizione proprio di fronte al teatro cittadino, spostandola di 75 metri ad ovest rispetto alla sua posizione originaria. Per l'occasione sono state ricostruite le quattro vasche semicircolari alla base della fontana ed è stato ricostruito anche lo stemma elettorale, nel frattempo perduto. La risistemazione della Clemensplatz è stata necessaria per la creazione di un vasto parcheggio ed infine convertita in parco mostre per la mostra federale dell'orticoltura dal 2011.
Dal 2002 la fontana è entrata a far parte dei monumenti patrimonio dell'umanità dell'UNESCO per l'area del medio Reno.

## Descrizione
La Clemensbrunner, alta nove metri in tutto, è costituita da una base quadrata in forma di piedistallo alto in arenaria rossa sopra il quale si erge un obelisco. Su due lati dell'obelisco si può leggere la seguente iscrizione latina: "Clemens Wenceslaus Elector Vicinis suis 1791" (Clemente Venceslao, Elettore, ai suoi vicini, 1791). Sul lato del piedistallo rivolto verso il teatro si trova lo stemma dell'elettore. Attaccate alla base si trovano quattro vasche semicircolari in pietra in cui viene raccolta l'acqua.